# رادیو در ایران
اولین فرستنده عمومی رادیو در ایران به ساعت نوزده ۴ اردیبهشت ۱۳۱۹ در شیراز با نام «رادیو تهران» گشایش یافت. از فردای آن روز برنامه‌های عادی رادیو آغاز شد و چون برنامه‌ها تنها در تهران قابل دریافت بود رادیو تهران نامیده می‌شد.

## پیشینه
در سال ۱۳۰۳ (۱۹۲۴‌)، وزارت جنگ مقدمات استفاده از بی‌سیم را فراهم کرد. در سال ۱۳۰۵ بی‌سیم به ایران وارد گردید. از سال ۱۳۱۱ موسسات بی‌سیم توسعه‌پیدا کردند، که نهایتاً به ایجاد رادیو منتهی شد. هیئت وزیران روز ۲ مهر ۱۳۱۳ استفاده از رادیو را تصویب کرد و مقرراتی وضع شد که برای نصب آنتن و استفاده از رادیو اجازه وزارت پست و تلگراف و تلفن لازم بود.  در سال ۱۳۱۶ مقدمات ایجاد مرکز رادیو به‌وسیله وزرات پست و تلگراف و تلفن فراهم و به‌دنبال این اقدام در سال ۱۳۱۷ سازمان پرورش‌افکار تأسیس شد. این سازمان دارای‌کمیسیون‌های مطبوعات، کیت کلاسیک، سخنرانی، نمایش‌های رادیویی و موسیقی بود. درچهارم اردیبهشت ۱۳۱۹ اولین فرستنده‌رادیویی در ایران در محل بی‌سیم در جاده قدیم شمیران افتتاح گردید. از سال ۱۳۱۹ رادیو تهران در ۲۴ ساعت فقط ۸ ساعت برنامه اجرا می‌کرد که شامل اخبار، موسیقی ایرانی، گفتار مذهبی، فرهنگی، جغرافیایی و تاریخی بود.  در سال ۱۳۲۲ رادیو تهران بخش دیگری به‌تعداد بخش‌های قبلی خود افزود و صبح‌ها نیز برنامه آن سه ساعت افزایش یافت‌. در سال ۱۳۲۴ برای روزهای تعطیل نیز برنامه‌هایی‌مدون پخش می‌گردید.

## توسعه رادیو در ایران
در بدو تأسیس، رادیو تهران که دارای دو فرستنده یکی برای موج متوسط و دیگری برای موج‌کوتاه بود، برای پخش برنامه‌های خود از یک استودیو در محل اداره بی‌سیم استفاده می‌کرد. در سال ۱۳۲۷ یک فرستنده در اختیار رادیو قرار گرفت و یک استودیوی کوچک در میدان ارگ برای پخش اخبار ساخته شد. در سال ۱۳۳۶ نام «رادیو تهران» به «رادیو ایران» تبدیل شد که که اکنون نیز پرشنونده ترین شبکه رادیویی ایران به شمار می آید. بعدها در جنب رادیو ایران فرستنده دومی بنام رادیو تهران نیز مشغول به کار گردید که در آغاز امر تنها موسیقی از آن پخش می‌شد.

## اهداف و تشکیلات رادیو
اداره رادیو در بدو تأسیس به اداره کل انتشارات و تبلیغات به مدیریت دکتر عیسی صدیق اعلم، استاد دانشگاه واگذار شد. اهداف و وظایف این اداره عبارت بودند از: 
- تعیین سیاست و خط مشی رادیو
- توسعه فرهنگ عمومی و آشنا کردن مردم به‌اصول زندگی نوین
- توجه به وحدت ملی، مبانی ملیت و حفظ استقلال
- شرح تحولات کشور
- رعایت کامل سیاست دولت در انتشار اخبار
- تأسیس مدرسه برای تربیت خطیب، قصه‌گو، شاهنامه‌خوان
- نصب رادیو و بلندگوی عمومی در مرکز شهر
- تأسیس مدرسه هنرپیشگی

## اولین کسانی که در رادیو مشغول شدند
این افراد از میان فرهنگیان و هنرمندان شایسته وبا ذوق انتخاب و از سایر وزارتخانه‌ها به اداره کل‌انتشارات و تبلیغات منتقل شدند.
محمد حجازی ملقب به مطیع‌الدوله (نویسنده و داستان‌نویس‌)، عبدالرحمن فرامرزی (نویسنده و مدیر روزنامه کیهان‌) حسینقلی مستعان (داستان‌نویس‌)، ابوالقاسم پاینده (نویسنده‌)، ابوالقاسم اعتصام‌زاده و مشفق همدانی (مترجم‌).
برای تعیین خط مشی و سیاست رادیو، شورای‌عالی انتشارات بر پا شد که اعضای آن‌عبارت بود از: علامه محمد قزوینی، محمد علی فروغی (ذکاء الملک‌)، دکتر قاسم غنی، دکتر علی‌اکبر سیاسی (رییس دانشگاه تهران‌) دکتر رضا زاده‌شفق، دکتر محمود افشار و استاد علینقی وزیری.
بخش خبر مسئول تهیه و پخش اخبار رادیو، خبرگزاری‌پارس بود، که روزگاری آژانس پارس، نام داشت‌. در ابتدای کار، آژانس پارس اخبار روزنامه‌ها راقیچی می‌کرد و به دست گویندگان رادیو می‌داد. اما رفته رفته، پس از پنج سال، این آژانس به یک‌خبرگزاری جدی تبدیل شد که علاوه بر تهیه وپخش اخبار رادیویی، هر روز چهار شماره بولتن صبح و عصر از اخبار ایران و جهان تهیه می‌کرد و به رایگان در اختیار روزنامه‌ها قرار می‌داد. گزارش‌های رادیویی نیز یا از طریق فرستنده سیار به‌طور زنده پخش می‌شد یا جریان رویداد، روی نوار، ضبط و در بخش اخبار از رادیو پخش‌می‌گردید. اخبار خارجی از طریق تله تایپ (دستگاه خودکار خبرگیری‌) که نقش خبرنگار را بازی می‌کرد، دریافت و سپس توسط مترجمان در مدت کوتاهی ترجمه و برای تنظیم خبر رادیویی تحویل سردبیر اخبار می‌شد. پس از تنظیم‌رادیویی، توسط مسئولان خبرگزاری کنترل و برای پخش به استودیوی رادیو ایران تحویل می‌شد.
از سال ۱۳۲۵ تا ۱۳۳۸ نیز به مرور هر استانی برای خود (زیر نظر اداره کل انتشارت ورادیو) اقدام به تأسیس رادیو نمود.
پس از انقلاب اسلامی ۱۳۵۷،  سازمان رادیو تلویزیون ملی ایران تبدیل به سازمان صدا و سیمای جمهوری اسلامی ایران شد. ریاست این سازمان هر پنج سال یک بار توسط مقام رهبری انتخاب می‌ شود. بالاترین مقام رادیو، معاون رئیس سازمان در حوزه صدا می‌باشد.

## بن‌مایه
1. ↑  مهاجر، محمد (۱۳۹۳). سیری در نمایش رادیو. نشر معین. ص. ۱۱. شابک ۹۷۸۹۶۴۱۶۵۰۹۷۳.